# Seewoog (Waldleiningen)
Der Seewoog – alternativ Seeklause genannt – ist ein Woog im Pfälzerwald.

## Lage
Der Seewoog befindet sich innerhalb der Gemarkung der Ortsgemeinde Waldleiningen und bildet einen Stausee des Leinbach, der lediglich rund hundert Meter weiter westlich entspringt.

## Geschichte
Der Seewoog wurde im Jahr 1820 als Woog angelegt, um auf dem Leinbach die Trift zu erleichtern, die bis Ende des 19. Jahrhunderts praktiziert wurde. Die Alternativbezeichnung „Seeklause“ rührt daher, dass der Begriff „Woog“ vor allem innerhalb der Pfalz verwendet wurde, in Bayern, zu dem die Pfalz seinerzeit gehörte, jedoch der Begriff „Klause“ bevorzugt wurde.

## Kultur
In seinem Einzugsgebiet befindet sich der Ritterstein 138, der auf den Standort des Wooges verweist.

## Verkehr
Unmittelbar südlich des Seewoogs verläuft die Landesstraße 504, die Ende 2025 aufgrund ihrer geringen Bedeutung zur Kreisstraße 48 heruntergestuft wird.

## Tourismus
Am Seewog führen der Panoramaweg Waldleiningen sowie ein Wanderweg vorbei, der mit einem weiß-roten Balken markiert ist; und die Verbindung mit Kaiserslautern sowie Neustadt an der Weinstraße und Speyer herstellt.